# Sebastião Tapajós
Sebastião Pena Marcião (Alenquer, 16 de abril de 1942 — Santarém, 2 de outubro de 2021) foi um violonista e compositor brasileiro.
Nascido em Alenquer, mudou-se para Santarém ainda pequeno e começou, ainda criança, a estudar violão. Em 1964, foi estudar na Europa, Formando-se pelo Conservatório Nacional de Música de Lisboa, em Portugal. Na Espanha, estudou guitarra com Emilio Pujol e cursou o Instituto de Cultura Hispânica. Realizou recitais nesses dois países. Regressando ao Brasil, recebeu a cadeira de violão clássico do Conservatório Carlos Gomes de Belém, onde lecionou até julho de 1967.  
Ao longo de sua carreira, o artista tocou com nomes conhecidos da MPB como Hermeto Pascoal, Jane Duboc, Zimbo Trio, Waldir Azevedo, Paulo Moura, Sivuca, Maurício Einhorn e Joel do Bandolim, e internacionais como Gerry Mulligan, Astor Piazzolla, Oscar Peterson e Paquito D'Rivera.
Em 1998, compôs a trilha sonora do longa-metragem paraense Lendas Amazônicas.
Sebastião é um músico consagrado na Europa, onde se apresentou um sem-número de vezes durante as últimas décadas de sua carreira, particularmente na Alemanha, e já lançou mais de cinquenta discos. Tendo uma sólida carreira internacional, o violonista vem realizando todos os anos pelo menos duas turnês internacionais. Todos os seus discos têm sido relançados em CD em vários países.
Em 2005 estreou, ao lado da bailarina Carmen Del Rio, o espetáculo O Violão e a Bailarina, no Shopping da Gávea, no Rio de Janeiro. O show contou com a participação especial do contrabaixista paraense Ney Conceição.
Além de sua obra como instrumentista, é autor de várias canções, em parceria com Marilena Amaral, Paulinho Tapajós, Billy Blanco, Antonio Carlos Maranhão, Avelino V. do Vale e outros compositores.
Constam da relação dos intérpretes de suas canções artistas como Emílio Santiago, Miltinho, Pery Ribeiro, Jane Duboc, Maria Creuza, Fafá de Belém, Nilson Chaves, Ana Lengruber e Cristina Caetano, entre outros.
Segundo V. A. Bezerra, "o estilo de tocar de Sebastião Tapajós é vigoroso e incisivo, e o som que tira do instrumento é cheio e encorpado. Ele gosta de utilizar efeitos percussivos, variações de timbre (do som mais doce, tocando próximo à boca do instrumento, ao mais metálico, próximo ao cavalete do instrumento), sons harmônicos, repetição ritmada de acordes em ostinato e outros recursos".
Nos últimos anos da carreira, o violonista demonstrou um vigor impressionante, compondo um grande número de novas obras, experimentando novas estéticas e revisando sua vasta produção. Em 2010 fez a direção artística do álbum Cristina Caetano interpreta Sebastião Tapajós e Parceiros. Em seguida, em 2011, produziu e lançou os discos Cordas do Tapajós e Conversas de Violões, com o amigo e parceiro Sérgio Ábalos. Já em 2012 lançou Suíte das Amazonas e remasterizou o clássico Painel, uma de suas obras mais conhecidas em todo o mundo. Em 2013 lançou e realizou turnê nacional com o CD Da Lapa ao Mascote, e lançou o DVD Sebastião Tapajós e amigos solistas (2013).
Em 16 de maio de 2013, Sebastião Tapajós recebeu o título de doutor honoris causa da Universidade do Estado do Pará (UEPA). Ainda no mesmo ano, em 11 de novembro de 2013, recebeu o título de doutor honoris causa da Universidade Federal do Oeste do Pará (UFOPA).
Sebastião Tapajós viveu, nos seus últimos anos, em Santarém, no Pará casado com Tanya Maria Souza de Figueiredo Marcião sua então esposa.
Em abril de 2017 foi criado o Instituto Sebastião Tapajós com o intuito de divulgar e sistematizar a produção musical de Sebastião Tapajós.
Tapajós morreu em 2 de outubro de 2021 em Santarém devido a um infarto agudo do miocárdio.
Em 15 de abril de 2023, na sede do Instituto Sebastião Tapajós, no Teatro Vitória em Santarém, Pará, foi lançado o site do Instituto Sebastião Tapajós.

## Discografia
- Apresentando Sebastião Tapajós E Seu Conjunto (1963)
- Violão e Tapajós (1967) Philips LP
- El arte de la guitarra (1971) Trova LP - RP music (Argentina)
- Sabastião Tapajós - Pedro dos Santos (1972) Trova LP - RP music (Argentina)
- Sebastião Tapajós - Pedro dos Santos vol.2 (1972) Trova LP - RP music (Argentina)
- Clásico (1973) Trova LP - RP music (Argentina)
- Sebastião Tapajós - Maria Nazareth - Arnaldo Henriques (1973) Trova LP - RP music (Argentina)
- Bienvenido (1973) Tapajós LP
- Guitarra Fantástica (1974) RCA (Alemanha) LP
- Guitarra Latina (1975) LP
- Terra (1976) LP
- Sebastião Tapajós (1976) APF LP - RP music (Argentina)
- Clássicos da América do Sul (1977) LP
- Guitarra & amigos (1977) LP
- Xingu (1979) LP
- Violão & amigos (1979) RCA Victor LP
- Sincopando/Zimbo Trio convida Sebastião Tapajós. Sebastião Tapajós e Zimbo Trio (1982) Clam LP
- Guitarra criolla (1982) RCA Victor LP
- Todos os sons. Maurício Einhorn & Sebastião Tapajós (1984) Barclay/Ariola LP
- Rostos da Amazônia [Poemas de João de Jesus Paes Loureiro/Músicas de Sebastião Tapajós] (1985) Phonogram LP
- Visões do Nordeste (1986) L'Art Prod./Independente LP, CD
- Painel (1986) Visom LP
- Villa-Lobos (1987) L'Art LP
- Lado a lado. Gilson Peranzzetta e Sebastião Tapajós (1988) Visom LP, CD
- Brasilidade. Sebastião Tapajós e João Cortez (1989) Visom LP
- Terra Brasis (1989) L'Art LP
- Reflections. Gilson Peranzzetta e Sebastião Tapajós (1990) CD
- Instrumental no CCBB. Sebastião Tapajós, Gilson Peranzzetta, Maurício Einhorn e Paulinho Nogueira (1993) Tom Brasil CD
- Encontro de Solistas (1993) Movieplay CD
- Amazônia brasileira. Sebastião Tapajós e Nilson Chaves (1997) Outros Brasis CD
- Afinidades. Sebastião Tapajós e Gilson Peranzzetta (1997) Movieplay CD
- Ontem e sempre (1997) Movieplay CD
- Da Minha Terra - Jane Duboc e Sebastião Tapajós (1998) Jam Music CD
- Sebastião Tapajós interpreta Radamés Gnattali e Guerra-Peixe (1998) - CD Independente
- Encontro com a Saudade (1998) - CD Independente
- Lembrando Dilermando Reis (1999) - Bahamas CD
- Do meu gosto. Sebastião Tapajós e Gilson Peranzzetta (1999) - CD Independente
- Instrumental Caboclo (1999) - CD Independente
- Solos da Amazônia (2000) - CD Independente
- Solos (2000) - CD Independente
- Acorde violão (2000) Universidade Estácio de Sá CD
- Do Meu Gosto (2001) - CD Independente
- Solos do Brasil (2001) - CD Independente
- Choros e Valsas do Pará (2002) - CD Independente
- Cristina Caetano interpreta Sebastião Tapajós & Parceiros (2010) - CD Independente
- Sebastião Tapajós: Tempo de Espera (2010) - CD Independente
- Conversa de Violões (2011) - Sebastião Tapajós e Sérgio Abalos - CD Independente
- Cordas do Tapajós (2011) - Sebastião Tapajós e Sérgio Abalos - CD Independente
- Suíte das Amazonas - (2012) - CD Independente
- Painel (Remasterização) (2012) - CD Independente
- Da Lapa ao Mascote (2013) - CD Independente
- Aos da Guitarrada (2013) - CD Independente
- Violões do Pará (2014) - Sebastião Tapajós e Salomão Habib - CD duplo